# Amtsgericht Bützfleth
Das Amtsgericht Bützfleth war ein Gericht der ordentlichen Gerichtsbarkeit in Stade.
Nach der Revolution von 1848 wurde im Königreich Hannover die Rechtsprechung von der Verwaltung getrennt und die Patrimonialgerichtsbarkeit abgeschafft.
Das Amtsgericht wurde daraufhin mit der Verordnung vom 7. August 1852 die Bildung der Amtsgerichte und unteren Verwaltungsbehörden betreffend als königlich hannoversches Amtsgericht gegründet.
Es umfasste das Amt Stade und aus dem Amt Wischhafen die Orte die zu den Kirchspielen Bützfleth und Assel gehören oder nach Stade pfarren.
Das bisherige Gräfengericht Kehdingen-Bützfleth wurde aufgelöst. Das Amtsgericht war dem Obergericht Stade untergeordnet. Im Jahre 1859 wurde das Gericht aufgelöst. Der Gerichtsbezirk wird überwiegend dem des Amtsgerichtes Stade zugeordnet.